# (15809) 1994 JS
(15809) 1994 JS – planetoida z grupy obiektów transneptunowych z pasa Kuipera.

## Odkrycie
Planetoida została odkryta 11 maja 1994 roku przez amerykańskich astronomów Davida Jewitta i Jane Luu. Nazwa planetoidy jest oznaczeniem tymczasowym.

## Orbita
Orbita (15809) 1994 JS nachylona jest do płaszczyzny ekliptyki pod kątem 14,0°. Na jeden obieg wokół Słońca ciało to potrzebuje ponad 277 lat, krążąc w średniej odległości 42,5 j.a. od Słońca. Jest to obiekt pozostający w rezonansie orbitalnym 3:5 z Neptunem.

## Właściwości fizyczne
(15809) 1994 JS ma średnicę szacowaną na ok. 120 km, albedo wynoszące ok. 0,09, a jego jasność absolutna to 7,8m.